# Gilles Haéri
Pour les articles homonymes, voir Haeri.
Gilles Haéri est un éditeur français, ancien directeur général de Flammarion et nommé en 2018 directeur général des éditions Albin Michel. Il est également président de la Société civile des éditeurs de langue française.

## Biographie
Gilles Haéri est né le 13 avril 1972 à Saint-Priest près de Lyon. Sa grand-mère est originaire de Parme (Italie), son père d’origine iranienne est venu en France faire des études d’ingénieur. Sa mère est gérante d’entreprise familiale, investie en politique locale et dans l’écologie. Il est formé à l’École centrale Paris (Promotion 1994) et en master à HEC. Il passe l’agrégation de philosophie en 1996 pendant son service militaire à l’Institut des hautes études de Défense nationale. En préparant ce concours, il rencontre Aude Lancelin avec qui il a un fils.
Après des stages dans l’édition universitaire, il travaille au sein des éditions Dunod. En 2000, il devient responsable du développement numérique chez Vivendi Universal Publishing avant de se consacrer à la littérature générale. À 29 ans il est recruté comme directeur général par Charles-Henri Flammarion, il travaille dès lors alors avec Teresa Cremisi qu'il remplace en juin 2015 peu après le rachat de Flammarion par Gallimard. Le 1er janvier 2019, il devient le PDG des Éditions Albin Michel, succédant ainsi à Francis Esménard, petit-fils du fondateur.
En juin 2021, il annonce que la maison d’édition ne publiera pas le prochain livre d’Éric Zemmour dont le manuscrit, presque terminé, était prévu pour une sortie en septembre, décision motivée par la candidature de l’auteur à la présidentielle. Ce faisant, selon Le Figaro, Albin Michel renonce à un auteur de best-seller. Le Suicide français ayant dépassé les 500 000 exemplaires vendus. Sa décision entraîne également le départ de Philippe de Villiers, puis de Lise Boëll, éditrice entre autres de Villiers et Zemmour.